# جنبش وحشت
جنبش وحشت (به انگلیسی: Panic Movement) یک گروه هنری بود که در سال ۱۹۶۲ توسط فرناندو آرابال، آلخاندرو خودوروفسکی و رولان توپور در پاریس تشکیل شد. این گروه با الهام از خدای پن، و تحت‌تأثیر لوئیس بونوئل و تئاتر شقاوت آنتونین آرتو، با تمرکز بر هنر اجرا، هرج‌ومرج و سورئال، واکنش بزرگی به تبدیل سوررئالیسم به جریان اصلی بودند.
رویدادهای نمایشی خشونت‌آمیز جنبش به گونه‌ای طراحی شده بود که تکان‌دهنده باشد و انرژی‌های مخرب را در جستجوی صلح و زیبایی آزاد کند. یک اجرای چهار ساعته به‌نام ملودرام مقدس در ماه می ۱۹۶۵ در جشنواره بیان آزاد پاریس به روی صحنه رفت. در «نمایش پیشامدی» فی‌البداهه خودوروفسکی با لباس چرم موتورسواری، در حال بریدن گلوی دو غاز، چسباندن دو مار به سینه‌اش و برهنه کردن و شلاق زدن بود. صحنه‌های دیگر این رویداد شامل «زنان برهنه عسل‌اندود شده، مرغ مصلوب‌شده، قتل یک خاخام، واژن غول‌پیکر، پرتاب لاک‌پشت‌های زنده به میان تماشاگران و کنسرو زردآلو» بود.
آرابال و خودوروفسکی بعدتر شروع به کار روی فیلم کردند. آرابال با فیلم‌های زنده‌باد مرگ (۱۹۷۱) و من مثل یک اسب دیوانه راه خواهم رفت (۱۹۷۳) شناخته شده‌است، و خودوروفسکی با فاندو و لیس (۱۹۶۷)، ال توپو (۱۹۷۰) و کوه مقدس (۱۹۷۳) به شهرت بیشتری دست یافت. خودوروفسکی در سال ۱۹۷۳، پس از انتشار کتاب وحشت (به فرانسوی: Le panique) اثر آرابال، جنبش وحشت‌ را منحل کرد.

## جستارهای‌وابسته
- جنبش هنری
- هنر